# Cottus asper
Cottus asper és una espècie de peix pertanyent a la família dels còtids.

## Descripció
- Fa 30 cm de llargària màxima (normalment, en fa 7).
- Nombre de vèrtebres: 34-39.[2][3][4]

## Reproducció
És ovípar amb ous demersals i adhesius, i larves pelàgiques.

## Alimentació
Menja principalment larves d'insectes aquàtics i invertebrats bentònics.

## Depredadors
És depredat per Ptychocheilus oregonensis, Coregonus clupeaformis, Salvelinus malma, Salvelinus namaycush i Mergus merganser americanus.

## Hàbitat
És un peix demersal i de clima temperat (60°N-32°N).

## Distribució geogràfica
Es troba a Nord-amèrica: conques pacífiques des de Seward (Alaska) fins al riu Ventura (Califòrnia).

## Longevitat
La seua esperança de vida és de 7 anys.

## Ús comercial
És massa petit i molt difícil de capturar en grans quantitats com per a ésser emprat com a aliment o en qualsevol altra cosa. Tot i així, els exemplars grossos són bons com a esquers i una menja excel·lent.

## Observacions
És inofensiu per als humans.